# 奧利維亞 (北卡羅萊納州)
奧利維亞（英語：Olivia）是位於美國北卡羅萊納州哈尼特縣的非建制地區。

## 歷史
奧利維亞的郵局自1913年營運至今。

## 地理
奧利維亞所處的海拔為高於海平面93米（即305英呎），而該地所採用的時區為UTC-5，即北美东部时区（EST）。同時該地設有夏令時間，為UTC-5調快一小時，即UTC-4（EDT）。